# もっと近くで君の横顔見ていたい
「もっと近くで君の横顔見ていたい」（もっとちかくできみのよこがおみていたい）は、ZARDの37作目のシングル。

## 背景
表題曲は、月桂冠『月』のCMソングとして、発売前からオンエアされていた。
当初は10月29日発売予定であったが、直前で11月12日に発売延期された。タイトルの変更、収録曲の変更、発売日の変更と共にジャケット写真も一度変更されている。
当初は3曲目に「明日を夢見て」のTVオンエアバージョンが収録される予定で音楽雑誌や店頭ポスターなどで告知されていたが、直前で収録が見合わされた。結局このバージョンは『ZARD ALBUM COLLECTION 〜20th ANNIVERSARY〜』に収録されることになった。

## 制作、音楽性

### もっと近くで君の横顔見ていたい
当初の仮タイトルは「月を浮かべて」。発売の告知がされてから、「ずっと恋人のままでこれからもいたいよ」→「もっと近くで君の横顔見ていたい ずっと恋人のままでこれからもいたいよ」→と3度タイトルが変更され、現タイトルになった。
詞先で作られた（サビメロのみ）。元々は別メロディのサビで制作されていたが、CMのイメージに合わないと判断されクライアントから作り直しを要求された。その結果、既存のメロと新しく作り直したサビを組み合わせたので、パッチワークのように、曲調が次々に変わる構成となった。この時の候補のなかの一曲が後に『グロリアス マインド』として発表される。なのでサビ頭の「もっと近くで君の横顔見ていたい」の歌詞を、グロリアス マインドのメロディに合わせて歌うことができるようになっている。（寺尾広談）
大野愛果がコーラスに参加している。
葉山たけしによるリアレンジバージョンが2012年に『ZARD Album Collection 〜20TH ANNIVERSARY〜』に収録された。

### リセット
演奏時間は2分強と、短い楽曲となっている。

## 収録曲
1. もっと近くで君の横顔見ていたい
作詞：坂井泉水
作曲：大野愛果
編曲：池田大介
2. リセット
作詞：坂井泉水
作曲：三好誠
編曲：小林哲
3. もっと近くで君の横顔見ていたい（Instrumental）
  - コーラスあり。

## 楽曲の収録アルバム
- 止まっていた時計が今動き出した（#1、アルバムバージョン）
- Golden Best 〜15th Anniversary〜（#1）
- ZARD Single Collection 〜20TH ANNIVERSARY〜（#1、2）